# Bœurs-en-Othe
Pour les articles homonymes, voir Othe (homonymie).
Bœurs-en-Othe est une commune française située dans le département de l'Yonne, en région Bourgogne-Franche-Comté.

## Géographie

### Climat
Pour des articles plus généraux, voir Climat de la Bourgogne-Franche-Comté et Climat de l'Yonne.
En 2010, le climat de la commune est de type climat océanique dégradé des plaines du Centre et du Nord, selon une étude du Centre national de la recherche scientifique s'appuyant sur une série de données couvrant la période 1971-2000. En 2020, Météo-France publie une typologie des climats de la France métropolitaine dans laquelle la commune est exposée à un climat océanique altéré et est dans une zone de transition entre les régions climatiques « Nord-est du bassin Parisien » et « Lorraine, plateau de Langres, Morvan ». 
Pour la période 1971-2000, la température annuelle moyenne est de 10,2 °C, avec une amplitude thermique annuelle de 16,2 °C. Le cumul annuel moyen de précipitations est de 840 mm, avec 12,2 jours de précipitations en janvier et 8 jours en juillet. Pour la période 1991-2020, la température moyenne annuelle observée sur la station météorologique de Météo-France la plus proche, « Saint-Mards », sur la commune de Saint-Mards-en-Othe à 8 km à vol d'oiseau, est de 11,1 °C et le cumul annuel moyen de précipitations est de 759,6 mm. 
La température maximale relevée sur cette station est de 41,2 °C, atteinte le 25 juillet 2019 ; la température minimale est de −21,3 °C, atteinte le 2 janvier 1997,,. 
Les paramètres climatiques de la commune ont été estimés pour le milieu du siècle (2041-2070) selon différents scénarios d'émission de gaz à effet de serre à partir des nouvelles projections climatiques de référence DRIAS-2020. Ils sont consultables sur un site dédié publié par Météo-France en novembre 2022.

## Urbanisme

### Typologie
Au 1er janvier 2024, Bœurs-en-Othe est catégorisée commune rurale à habitat très dispersé, selon la nouvelle grille communale de densité à sept niveaux définie par l'Insee en 2022.
Elle est située hors unité urbaine et hors attraction des villes,.

### Occupation des sols
L'occupation des sols de la commune, telle qu'elle ressort de la base de données européenne d’occupation biophysique des sols Corine Land Cover (CLC), est marquée par l'importance des territoires agricoles (96,3 % en 2018), une proportion sensiblement équivalente à celle de 1990 (95,9 %). La répartition détaillée en 2018 est la suivante : 
terres arables (81,6 %), zones agricoles hétérogènes (11,7 %), forêts (3,7 %), prairies (3 %). L'évolution de l’occupation des sols de la commune et de ses infrastructures peut être observée sur les différentes représentations cartographiques du territoire : la carte de Cassini (XVIIIe siècle), la carte d'état-major (1820-1866) et les cartes ou photos aériennes de l'IGN pour la période actuelle (1950 à aujourd'hui).

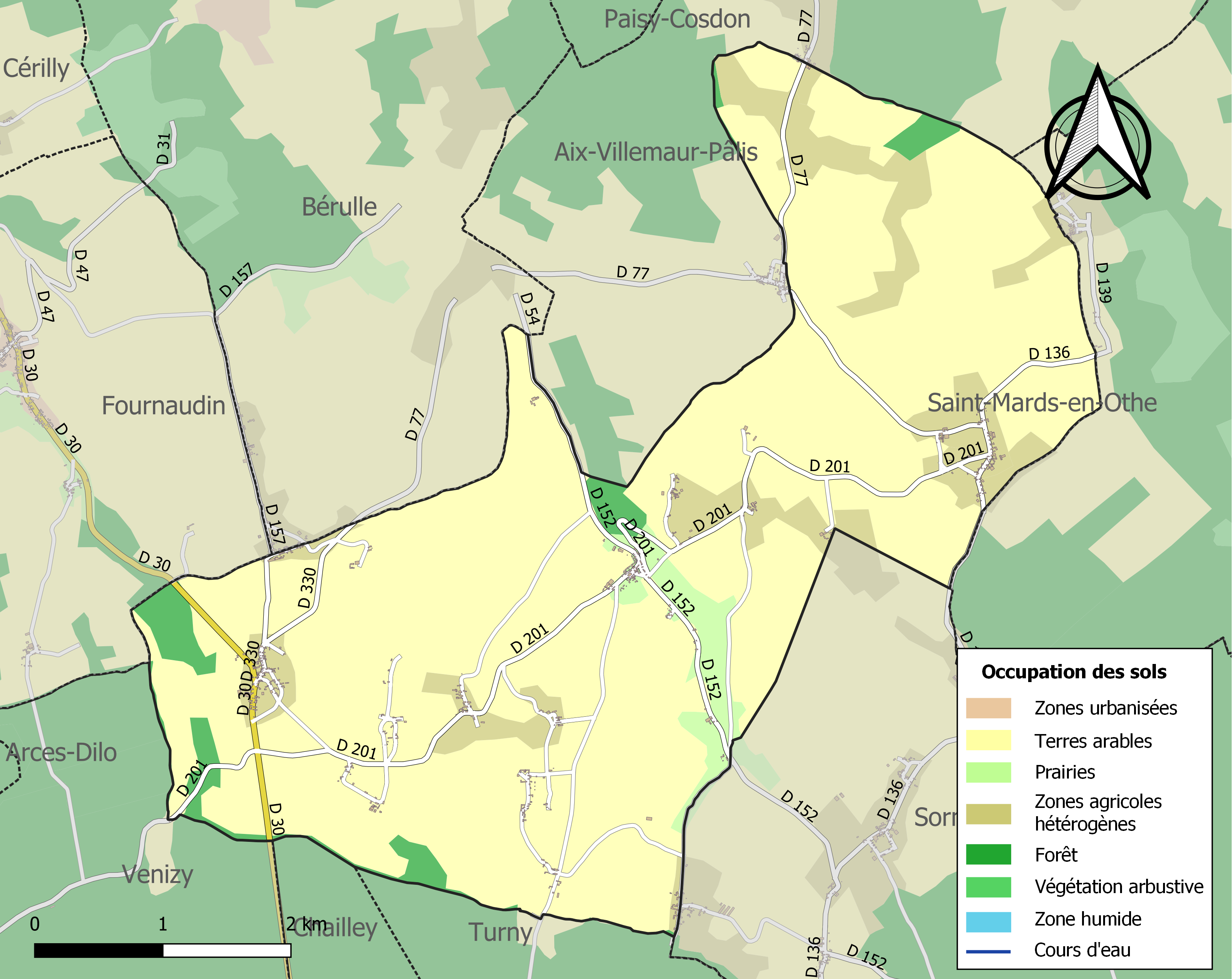
Carte des infrastructures et de l'occupation des sols de la commune en 2018 (CLC).

## Toponymie
De l'oïl bure, désignant à l’origine une habitation rurale, « hutte, habitation, étable ».

## Histoire
Le village est cité dans une charte de 1140. L'Annuaire de l'Yonne de 1884 cite le combat qui eut lieu le 7 avril 1652 entre le capitaine Lamouche, vétéran retiré à Boeurs qui prit part pour les frondeurs et La Feuillade du parti royal. La Feuillade fut battu dans les bois lors d'une embuscade où Lamouche fit tomber sur la troupe royale des arbres pré-découpés.

## Politique et administration
| Période          | Période    | Identité           | Étiquette | Qualité                                  |
| ---------------- | ---------- | ------------------ | --------- | ---------------------------------------- |
| 26 décembre 1793 |            | Jean Fandard       |           | officier public                          |
| 11 Nivose An IV  |            | Laurent Girard     |           |                                          |
| 8 février 1808   |            | Nicolas Grados     |           |                                          |
| 12 novembre 1830 |            | Laurent Girard     |           |                                          |
| 18 décembre 1834 |            | Moïse Girard       |           |                                          |
| 20 août 1837     |            | Laurent Girard     |           |                                          |
| 1er juillet 1855 |            | Cyprien Guerrey    |           | en remplacement du maire Girard suspendu |
| 1er mars 1874    |            | Cyrille Guerrey    |           |                                          |
| 8 octobre 1876   |            | Arsène Fandard     |           |                                          |
| 18 juillet 1901  |            | Etienne Normand    |           |                                          |
| 17 mai 1908      |            | Cyrille Manigault  |           |                                          |
| 1929             |            | Verger             |           |                                          |
| 1934             |            | Mossot             |           |                                          |
| 1939             |            | Aucler             |           |                                          |
| 1945             |            | Thevenon           |           |                                          |
| 1947             |            | Verrier            |           |                                          |
| 1959             | après 1977 | Comperat           |           |                                          |
| 2008             | En cours   | Françoise Givaudin |           |                                          |

## Démographie
L'évolution du nombre d'habitants est connue à travers les recensements de la population effectués dans la commune depuis 1793. Pour les communes de moins de 10 000 habitants, une enquête de recensement portant sur toute la population est réalisée tous les cinq ans, les populations de référence des années intermédiaires étant quant à elles estimées par interpolation ou extrapolation. Pour la commune, le premier recensement exhaustif entrant dans le cadre du nouveau dispositif a été réalisé en 2007.

En 2022, la commune comptait 337 habitants, en évolution de −1,75 % par rapport à 2016 (Yonne : −1,95 %, France hors Mayotte : +2,11 %).
| 1793 | 1800 | 1806 | 1821 | 1831 | 1836 | 1841 | 1846 | 1851 |
| ---- | ---- | ---- | ---- | ---- | ---- | ---- | ---- | ---- |
| 647  | 808  | 874  | 909  | 916  | 918  | 949  | 949  | 969  |

| 1856 | 1861 | 1866 | 1872 | 1876 | 1881 | 1886 | 1891 | 1896 |
| ---- | ---- | ---- | ---- | ---- | ---- | ---- | ---- | ---- |
| 916  | 918  | 915  | 924  | 830  | 807  | 795  | 764  | 701  |

| 1901 | 1906 | 1911 | 1921 | 1926 | 1931 | 1936 | 1946 | 1954 |
| ---- | ---- | ---- | ---- | ---- | ---- | ---- | ---- | ---- |
| 682  | 621  | 604  | 546  | 498  | 482  | 449  | 442  | 401  |

| 1962 | 1968 | 1975 | 1982 | 1990 | 1999 | 2006 | 2007 | 2012 |
| ---- | ---- | ---- | ---- | ---- | ---- | ---- | ---- | ---- |
| 358  | 298  | 231  | 212  | 241  | 293  | 316  | 320  | 335  |

| 2017 | 2022 | - | - | - | - | - | - | - |
| ---- | ---- | - | - | - | - | - | - | - |
| 343  | 337  | - | - | - | - | - | - | - |

## Environnement
La commune inclut une ZNIEFF :
- la ZNIEFF de la forêt d'Othe et ses abords[19], qui englobe 29 398 ha répartis sur 21 communes[20]. Le milieu déterminant est la forêt ; on y trouve aussi eaux douces stagnantes, landes, fruticées, pelouses et prairies.

## Culture locale et patrimoine

### Lieux et monuments
L'église de Bœurs était sous la protection de Nicolas et datait du XVIe siècle.

### Personnalités liées à la commune
- Lucie Randoin (1888-1960), biologiste et hygiéniste, est née dans la commune. Chercheuse reconnue et experte dans le domaine de la nutrition humaine.
- Enzo Mattioda, né dans la commune en 1946, coureur cycliste français, vainqueur de Bordeaux-Paris en 1973.
- Robert Carrière (1931-2007), dit Bob Carrière, est un ingénieur en électronique et chef d'entreprise français. Il est connu notamment pour son invention du digicode. Il a vécu et est décédé dans la commune.

### Bœurs-en-Othe dans les sciences et la nutrition
La commune est la terre de naissance de Lucie Gabrielle Randoin, chercheuse reconnue et une experte sollicitée dans le domaine de la nutrition humaine à un moment où celle-ci était encore peu développée, avant de devenir une problématique alimentaire globale et mondiale, en particulier lors de la conférence de Hot Springs organisée en 1943 à l’initiative de Roosevelt, comme une question cruciale pour le bien-être de l’humanité et une condition de la paix dans le monde.

## Pour approfondir